# Бульвар Адмирала Ушакова
Это статья о бульваре. Об одноимённой станции метро см. Бульвар Адмирала Ушакова (станция метро).
Бульва́р Адмира́ла Ушако́ва — бульвар в Юго-Западном административном округе города Москвы на территории района Южное Бутово. Расположен между Скобелевской улицей и Венёвской улицей. Нумерация домов ведётся от Скобелевской улицы.
Бульвар имеет две проезжие части: основную двухстороннюю четырёхполосную вдоль нечётной стороны и одностороннюю двухполосную вдоль чётной стороны. Проезжие части отделены друг от друга пешеходным сквером, над которым проложена эстакада Бутовской линии метро.

## Происхождение названия
Назван 8 апреля 1994 года в честь адмирала Фёдора Фёдоровича Ушакова.

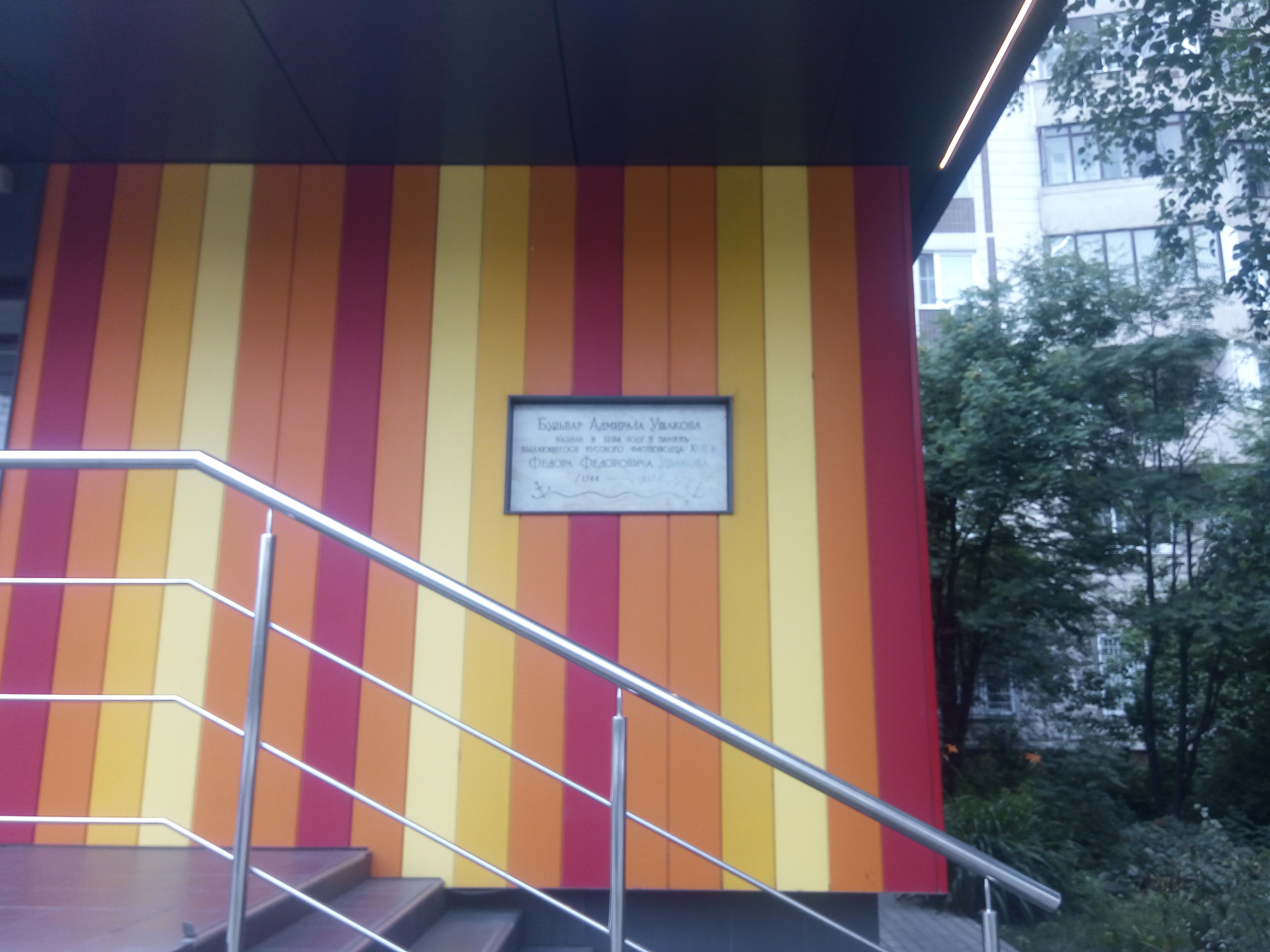
Бульвар Адмирала Ушакова

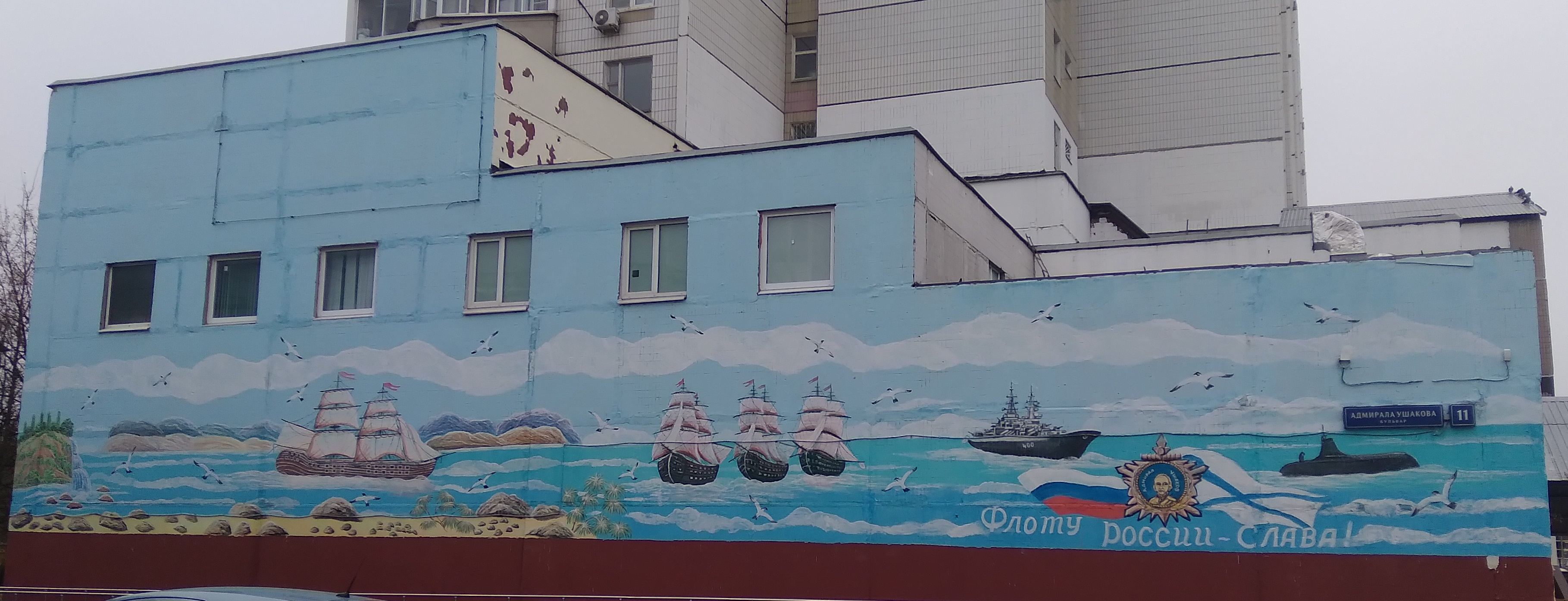
Бульвар Адмирала Ушакова, 11

## История
За небольшую историю существования бульвара на нём несколько раз менялись как организация движения, так и ширина проезжей части, а также было сменено несколько типов фонарей освещения и скамеек, кроме того, поверх асфальта центральной аллеи была выстлана тротуарная плитка.
6 сентября 1998 года состоялось торжественное открытие памятника Адмиралу Ушакову.
Отношение длины бульвара к его ширине приблизительно 6 : 1. При этом на 600 метров длины основной проезжей части приходится 8 пешеходных переходов, из которых 4 — со светофорным регулированием.

## Здания и сооружения
По нечётной стороне:
- Дома № 3, 9 — жилые, серии КОПЭ
- Дома № 5, 11 — жилые, серии П-44

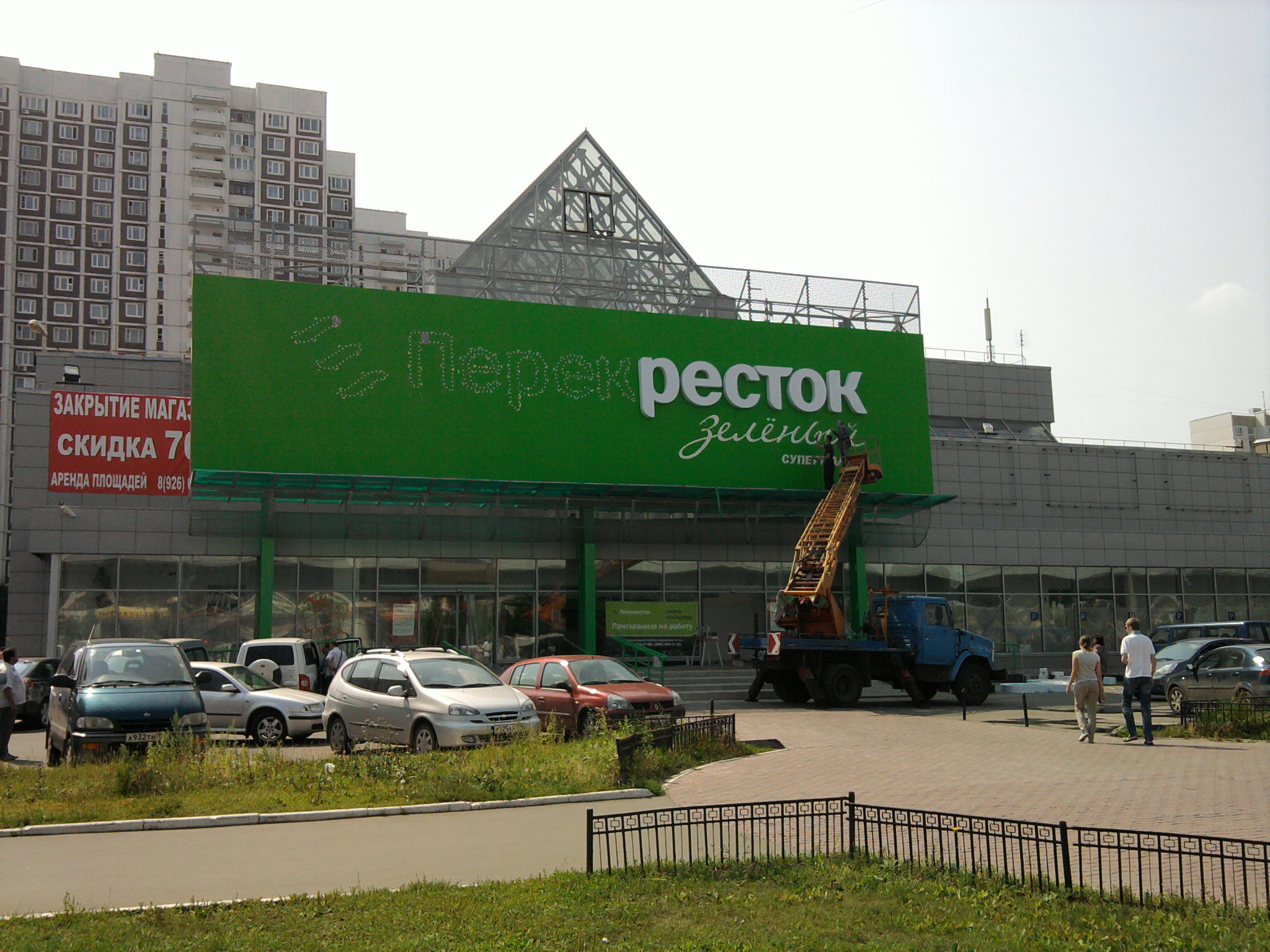
Универсам «Зелёный Перекрёсток»

- Дом № 7 — универсам «Перекрёсток».

По чётной стороне:
- Дома № 2, 8, 18, 20 — жилые, серии П-44
- Дом № 12 — Центр культуры и досуга «Лира»
- Дом № 14 — жилой, серии КОПЭ
- Памятник  Ф. Ф. Ушакову (1998, скульптор А. Ковальчук)

## Транспорт

### Метро
- В начале бульвара расположена станция метро «Улица Скобелевская»

### Автобус
- Автобусное сообщение в двух направлениях по всей длине бульвара

Автобусные остановки
Чётная сторона:
- Метро Улица Скобелевская (прежнее название: Бульвар Адмирала Ушакова, 8): С1 С936 С953 146 523 523К 877
- Бульвар Адмирала Ушакова: С1 С936 С953 146 523 523К 877

Упразднена остановка Бульвар Адмирала Ушакова, 8 на отдельной односторонней полосе
Нечётная сторона:
- Бульвар Адмирала Ушакова: С1 С936 С953 146 523 523К 877
- Метро Улица Скобелевская (прежнее название: Бульвар Адмирала Ушакова, 8): С1 С936 С953 146 523 523К 877

Автобусные маршруты
- С1: прямой - от Скобелевской улицы до Венёвской улицы; обратный - от Венёвской улицы до Скобелевской улицы
- С936: прямой - от Скобелевской улицы до Венёвской улицы; обратный - от Венёвской улицы до Скобелевской улицы
- С953: прямой - от Скобелевской улицы до Венёвской улицы; обратный - от Венёвской улицы до Скобелевской улицы
- 146: прямой - от Скобелевской улицы до Венёвской улицы; обратный - от Венёвской улицы до Скобелевской улицы
- 523: прямой - от Скобелевской улицы до Венёвской улицы; обратный - от Венёвской улицы до Скобелевской улицы
- 523К: прямой - от Скобелевской улицы до Венёвской улицы; обратный - от Венёвской улицы до Скобелевской улицы
- 877: прямой - от Скобелевской улицы до Венёвской улицы; обратный - от Венёвской улицы до Скобелевской улицы